# حمام الشيخ البهائي
حمام الشيخ البهائي (بالفارسية: حمام شیخ بهایی) هو حمام تاريخي يعود إلى السلالة الصفوية، ويقع في أصفهان.